# 清水寺 (甲州市)
清水寺（せいすいじ）は、山梨県甲州市にある寺院。宗派は臨済宗向嶽寺派。山号は秀森山。本尊は如意輪観世音菩薩。甲斐国三十三観音霊場第18番札所。

## 概要
寺伝によれば、天平年間（729年 – 749年）に、行基が諸国行脚でこの地を訪れた際、木の下で休んでいると、樹林の中から経典を唱える声が聞こえ、その清泉の中に如意輪観世音菩薩の姿があったという。そして、如意輪観音を自彫し、当寺の小山の上に祠を立てて安置し創建したと伝わっている。そこで、当寺にある小山が霊鷲山のように秀麗な山であることから秀森山と号し、清泉水中に観音像を拝したことから清水寺と号した。
その後の寺伝は不明であるが、明治6年（1873年）に本寺の庫裏を使用し「秀森学校」が開校し、地域の人の教育の場となった。その後明治10年（1877年）に井尻小学校が本寺に開校し、明治43年（1910年）に現在の井尻小学校の場所へ移転した。
当寺は「秀森山」と称されて親しまれ、さらに本尊の如意輪観世音菩薩は、甲斐国三十三観音霊場の18番札所の本尊として信仰を集め、現在でも毎年3月18日に観音祭りが行われている。平成19年（2007年）に全国の清水寺が集まる全国清水寺ネットワークが本寺で開催された。

## 伽藍
- 観音堂
- 庫裏

## 御詠歌
井尻なる
きよき清水を
汲み上げて
秀森山と
いそぐこの度

## 前後の札所
甲斐国三十三観音霊場
17  瑞岩寺　--　18  清水寺　--　19  清水寺

## 備考
令和6年2月8日、甲州市清水寺の敷地で嬰児の遺体が発見された。敷地内を散歩していた近隣に住む女性から「動物の死骸らしきものがある」という通報により、警察が調べた所、死後1ヶ月近く経つ生後間もない女の子の乳児の遺体であった。外傷はないものの腐敗が酷く死因が特定できなかったが、2月18日、寺の関係者で甲州市役所に勤める女性が死体遺棄の疑いで逮捕された。同居していた家族は妊娠に気が付かなかったという。女性は「埋葬するために寺に置いた」、「生まれた時は赤ちゃんは動いていた」とも証言しており、警察は保護責任者遺棄致死容疑でも捜査している。。